# 루크레치아 토르나부오니
루크레치아 토르나부오니(이탈리아어: Lucrezia Tornabuoni, 1427년 6월 22일 - 1482년 3월 28일)는 작가이자 영향력있는 정치 조언가이다. 그녀는 15세기 이탈리아의 가장 강력한 가문 중 하나와 연결지어 자신의 권력과 영향력을 확장시켜낸 피에로 디 코시모 데 메디치와 혼인을 하였다. 그녀는 남편과 아들인 로렌초의 통치 과정에서 상당한 정치적 영향력을 행사했었다. 그녀는 피렌체의 빈민과 종교의 필요로 함을 지원하기 위해 여러 기관을 지원을 해주기도 하였다. 그녀는 예술의 후원자였으며, 또한 직접 시와 희곡들을 썼다.

## 가문과 혼인
루크레치아는 1427년 6월 22일에 태어났다. 그녀의 아버지 프란체스코 디 시모네 토르나부오니(Francesco di Simone Tornabuoni)는 500년 이상 거슬러 올라가는 귀족 가문 출신이다. 그녀의 어머니는 난나 디 니콜로 디 루이지 구이치아르디니(Nanna di Niccolo di Luigi Guicciardini)다. 루크레치아는 좋은 교육을 받았고 라틴어와 그리스어를 포함한 많은 서적들을 읽었다. 1444년 6월 3일 루크레치아는 피렌체의 부유한 은행가 코시모 데 메디치의 아들 피에로 디 코시모 데 메디치와 혼인했다. 프란체스코는 코시모의 친구이자 지원가이기도 하였고, 심지어 코시모가 1434년에 피렌체에서 추방당한 때에도 그리하였다. 이 혼인과 그녀의 지참금 1,200 플로린은 그들 가문 사이의 동맹을 굳히는데 도움을 줬다. 이 부부의 건강 상태는 피에로의 통풍과 루크레치아의 관절염, 피부염으로 항상 좋지는 못했다. 이러한 건강 상태는 그녀로 하여금 토스카나 주변의 온천을 자주 찾게 하였다. 그녀와 그녀의 남편은 애정과 걱정을 가지고 떨어져있는 동안 자주 서로에게 편지를 썼다. 그녀는 시아주버니인 조반니와도 좋은 친구가 되기도 하였다.

## 자녀
루크레치아와 피에로는 다음의 자식들을 두었다:
- 비안카 (1445년[7]–1505년) - 굴리엘모 파치와 혼인[9]
- 루크레치아 데 메디치 (1448년–1493년) - 베르나르도 루첼라이와 혼인. 그녀는 난니나라고도 알려져 있다.[9]
- 로렌초 데 메디치 (1449년–1492년) - 피렌체의 군주이고 클라리체 오르시니와 혼인.[9]
- 줄리아노 데 메디치 (1453년–1478년) - 교황 클레멘스 7세의 아버지.
- 마리아 (1455년–1479년) - 레오네토 로시(Leonetto Rossi)와 혼인[9]

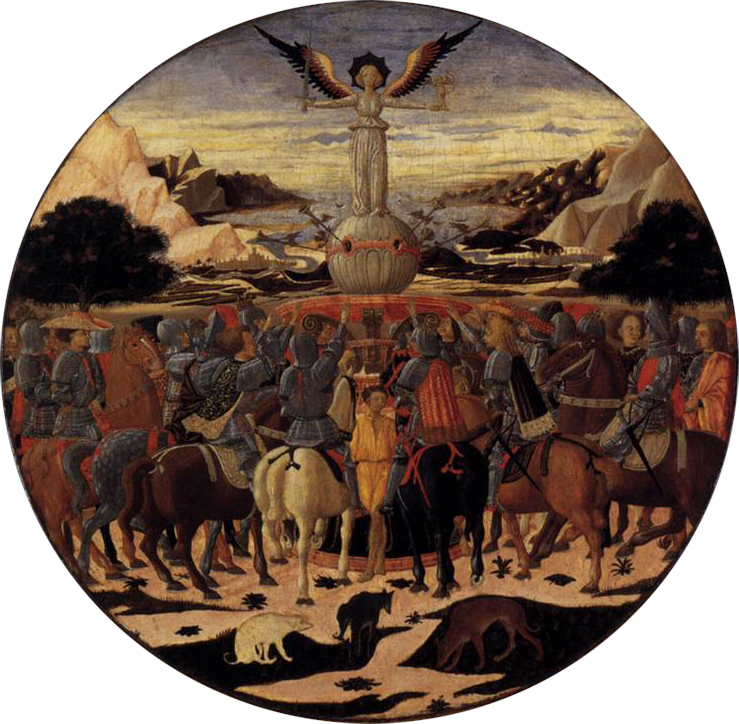
Triumph of Fame desco da parto by Giovanni di ser Giovanni Guidi

루크레치아는 또한 성인이 되지 못해 사망한 아들 두 명과 딸 하나를 낳았었다. 루크레치아와 피에로는 자녀들이 문학과 미술에서 좋은 취향을 얻었는지 확인을 했었고 또한 철학, 경영, 회계 및 정치와 같은 주제를 가르치기 위해 교사들을 고용했었다. 젠틸레 데 베키, 크리스토포로 란디노는 이때 고용된 교사들이다. 마리아는 다른 여성과 피에로 사이에서 태어난 자식일지도 모르지만 다른 아이들과 키웠다. 장자이자 후계자의 생일을 축하하기 위해 피에로는 루크레치아에게 조반니 디 세르 조반니 구이디의 명성의 승리가 그려져 있는 출산 쟁반을 주었다.
루크레치아와 피에로는 그들의 영향력을 피렌체 외부로, 특히 로마의 궁정으로 늘리고 싶어하였다. 그들의 사회적 지휘 개선을 위해, 루크레치아는 그녀의 아들 로렌초를 클라리체 오르시니와 혼인하게 주선하였다. 클라리체의 지참금은 6,000 플로린이였다. 그녀는 1469년 6월 피렌체에 도착했다. 불행하게도 로렌초는 그의 신부를 별로 좋아하지 않았다.

## 정치적 중요성
그녀는 그녀의 남편과는 대조적으로 귀족 혈통이였기 때문에 남편의 가문과 귀족들 사이에 다리를 놓는 것을 도왔다. 그녀의 충고를 많은 사람들이 찾았고 신분을 가리지 않고 모두 받았다. 그녀의 시아버지는 문제를 결정할 때 그녀의 능력을 존경하기도 했었다. 1450년에 그녀와 그녀의 남편은 가문 예배당에 제단을 지을 수있는 권한을 부여해준 교황 니콜라오 5세를 접견하기 위해 로마를 방문했었다.
1464년 피에로가 정권을 잡았을때, 그의 건강은 그를 침대에 갇혀있게했다. 이는 그들의 침실을 고귀한 궁정을 닮은 무언가로 변화 시켰다. 그의 제한은 루크레치아가 더 자유롭게 움직일 수 있다는 것을 의미했으며, 종종 다른 사람들이 자신의 요청을 받아 달라는 요청을 받았다. 여기에는 추방 명령을 거둬달라거나 청원자의 투옥, 병사들의 공격을 막아달라는 등이 포함됐다. 그녀는 또한 이 지역의 다른 사람들 사이에서 분쟁을 중재해달라는 요청을 받았으며, 20년간 두 가문 간의 불화를 끝내기도하였다. 1467년 봄, 그녀는 다시 로마와 교황을 방문했으며, 한편 로렌초의 아내감을 찾고 있었다. 여성이 남편없이 여행하고 교황과 다른 영향력있는 관리들과 만난다는 것은 이례적인 것이 었다고 동시대 사람이 논평했다. 1467년 10월에 피에로와 루카 피티의 경쟁의 일부로서, 루크레치아와 아들 줄리아노에 대한 암살 시도가 있기도 했다.
루크레치아의 남편인 피에로가 1469년에 사망하고 말았다. 그가 사망한 후, 그녀는 아들의 조언가로서 추가적인 정치적 영향력을 얻었다. 로렌초는 그녀의 사망 때 그녀가 그의 가장 중요한 조언가 중 한 명이라는 사실을 순순히 인정하기도 했다. 그녀는 또한 사업과 재산을 소유 할 수 있는 자유를 얻었다. 그녀는 피사와 피렌체 주변과 도시내의 주택, 가게, 농장들을 사들였다. 그녀는 상점을 다른 사업체에 임대해줬을 것이고, 그럼으로서 그녀의 후원 체제를 확장시켰을 것이다. 1477년 그녀는 볼테라 인근에 있는 공중 목욕 시설을 임대하여 수익성 있는 사업으로 새단장해내기도 했다. 그녀의 피렌체 주변 공동체에 대한 투자는 가문의 영향력과 후원 체제를 구축하는데 도움을 주었다.
그녀는 수녀원을 후원하는 걸로도 잘 알려졌으며, 그들과 협력하여 과부와 고아를 도왔다. 종종 이 도움은 가문 구성원들이 교회나 정부에서 좋은 자리를 차지할 수 있도록 도와줌으로써 제공되었다. 그녀는 또한 가난한 가정의 여성들이 결혼 할 수 있도록 결혼 예식을 제공해주기 위해 자신의 수입을 사용하기도 했다.
루크레치아는 1482년 3월 25일 지병으로 사망했다. 그녀가 죽을 무렵에는 많은 손자들이 있었다.

## 문화
루크레치아는 종교적인 이야기, 희곡, 시들을 썼었다. 그녀는 유명 시인들의 작품들을 비교해 가면서 읽었다. 그녀의 시들 중 일부는 대중들에게 맞춰져 널리 퍼지게 되었다. 그녀는 에스텔, 수산나, 토비아스, 세례자 요한, 유딧에 관한 이야기를 썼다. 그녀의 작품들은 부분적으로는 손자에게 영감을 주고 교육시키기 위해 썼었고 그녀의 희곡은 그녀가 살아있는 동안 공개적으로 공연되지 않았다. 그녀의 시는 그녀가 사망하고 4년 후에 인쇄되고 출판되었다.
그녀는 또한 예술의 중요한 후원자이기도 하였다. 그녀는 그녀의 곁에 있던 시인들에게 기사도를 테마로 한 시를 쓰도록 권했고, 일부는 그리하였다. 그녀는 그녀를 "우리 시대의 가장 유명한 여인"이라고 불렀던 루이지 풀치에게 모르간테를 쓰도록 의뢰하기도 했다. 그녀는 또한 시인 안젤로 폴리치아노와 베르나르도 벨린치오니를 지원하기도 하였다. 그녀와 벨린치오니는 서로가 쓴 시를 교환했었다. 폴리치아노는 그녀의 시가를 칭찬했었다. 그는 또한 그녀의 손자인 로렌초의 교사이기도 했었으며, 그들에게 그녀가 쓴 시를 읽어줬었다.

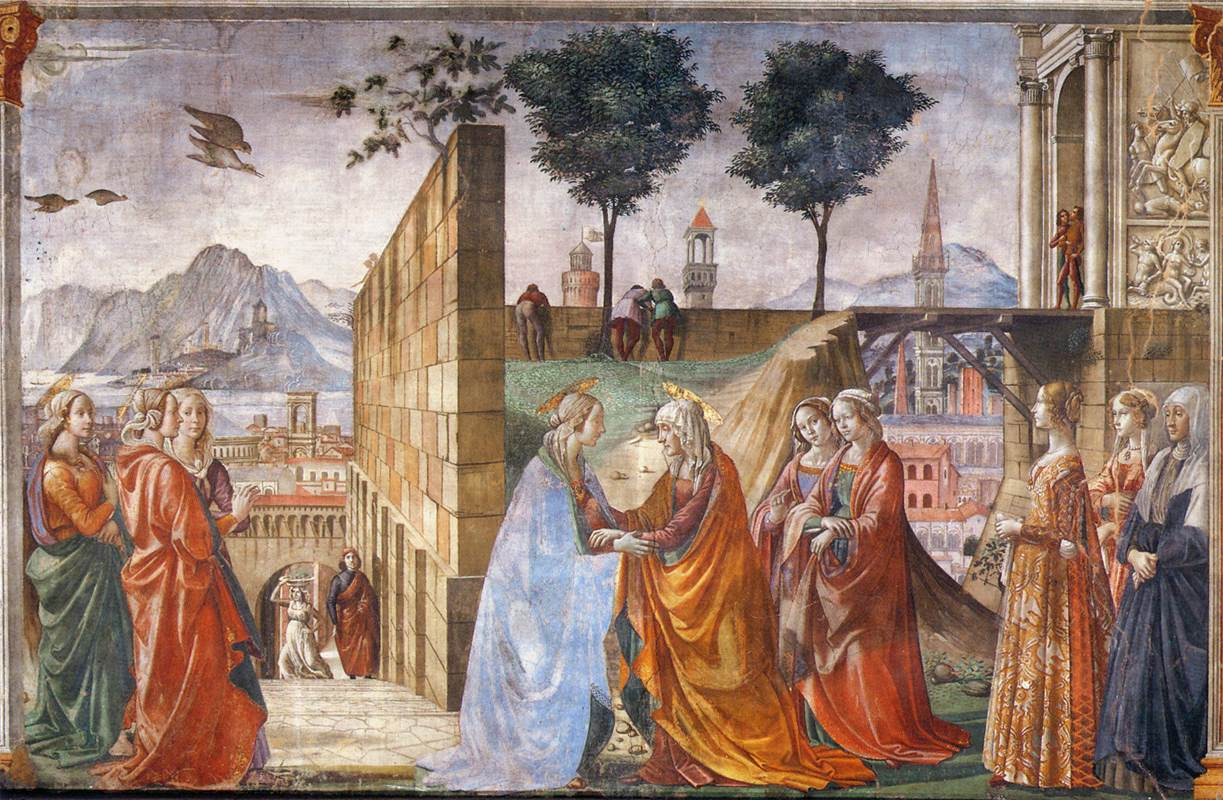
도메니코 기를란다요 작의 토르나부오니 채플 방문. 가장 오른쪽에 있는 여성이 루크레치아 일 것이다.

종교 기관들은 루크레치아의 후원에 의존했었다. 그녀는 피렌체의 산 로렌초 성당의 방문의 채플 증축을 담당했었다. 그녀는 피렌체의 수호 성인 세례자 요한에게 헌정 된 것으로 알려졌다. 1467년에 그녀가 병에 걸렸을 때, 그녀는 그녀의 회복이 성자 성 르무알도의 중보기도에 의한 것이라고 믿었다. 그때부터 그녀는 그가 세운 카말돌리의 은둔처를 지원하였다. 그녀는 또한 자신과 가족의 수많은 봉원 제물들을 수많은 교회에 기증 한 것으로 유명하였다.
1475년 경, 그녀의 형제인 조반니 토르나부오니는 도메니코 기를란다요에게 그녀의 초상화를 의뢰했었고, 현재 워싱턴 D.C.의 내셔널 갤러리 오브 아트에서 소장중이다. 또한 그녀는 토르나부오니 채플의 기를단다요 작의 프레스코 화에서 방문, 요한의 탄생, 막달레나의 강탄 이 세 장면에서 등장한다.

## 대중 문화
토르나부오니는 2016년 드라마 《메디치: 피렌체의 지배자들》에서 발렌티나 벨레가 연기했다.

## 같이 보기
- Neil D. Thompson and Charles M. Hansen, "A Medieval Heritage: The Ancestry of Charles II, King of England", The Genealogist, at 22(2008):105-06